# Opistognàtids
Els opistognàtids (Opistognathidae) són una família de peixos, classificada dins l'ordre dels perciformes i subordre dels percoidis. Es troben al llarg de les zones d'esculls poc profunds dels oceans Atlàntic i Pacífic i el Golf de Mèxic. La paraula és una composició científica de dos mots del grec antic: ὄπισθεν (opisthen), darrere i γνάθος (gnathos), maixella).
Físicament semblants al subordre dels blennioïdeus, els opistognàtids són generalment peixos petits amb un cos allargassat. Els seus caps, boques, i ulls són més grans en relació amb la resta del cos. Posseeixen una llarga aleta dorsal amb 9-12 espines i una aleta caudal que pot ser arrodonida o punxeguda. Els opistognàtids resideixen típicament en caus que construeixen en el substrat sorrenc. S'omplen la boca am sorra i la van escopint en altres parts, creant a poc a poc un túnel. Amb la protecció d'aquests caus, aquests peixos s'alimenten de plàncton flotant o d'altres organismes petits, preparats per moure's en senyal de perill. Són territorials de la zona al voltant del seu cau.
Són incubadors bucals, que vol dir que els seus ous els ponen dins de les seves boques, on els nadons petits poden protegir-se dels depredadors. El període de gestació varia entre espècies. Opisthognathus sp. normalment manté els seus ous entre 8-10 dies després del part.

## Taxonomia
El 2006, hi havia seixanta espècies classificades en quatre gèneres.
- Gènere Lonchopisthus
  - Lonchopisthus higmani Mead, 1959.
  - Lonchopisthus lemur (Myers, 1935).
  - Lonchopisthus lindneri Ginsburg, 1942.
  - Lonchopisthus micrognathus (Poey, 1860).
  - Lonchopisthus sinuscalifornicus Castro-Aguirre & Villavicencio-Garayzar, 1988.
- Gènere Merogymnoides
  - Merogymnoides carpentariae Whitley, 1966.
- Gènere Opistognathus
  - Opistognathus adelus Smith-Vaniz, 2010.
  - Opistognathus aurifrons (Jordan & Thompson, 1905).
  - Opistognathus brasiliensis Smith-Vaniz, 1997.
  - Opistognathus castelnaui Bleeker, 1860.
  - Opistognathus cuvierii Valenciennes, 1836.
  - Opistognathus darwiniensis (Macleay, 1878).
  - Opistognathus decorus Smith-Vaniz & Yoshino, 1985.
  - Opistognathus dendriticus (Jordan i Richardson, 1908).
  - Opistognathus evermanni (Jordan i Snyder, 1902).
  - Opistognathus eximius (Ogilby, 1908).
  - Opistognathus fenmutis Acero P. & Franke, 1993.
  - Opistognathus galapagensis Allen & Robertson, 1991.
  - Opistognathus gilberti Böhlke, 1967.
  - Opistognathus hongkongiensis (Chan, 1968).
  - Opistognathus hopkinsi (Jordan i Snyder, 1902).
  - Opistognathus inornatus (Ramsay & Ogilby, 1887).
  - Opistognathus iyonis (Jordan & Thompson, 1913).
  - Opistognathus jacksoniensis (Macleay, 1881).
  - Opistognathus latitabundus (Whitley, 1937).
  - Opistognathus leprocarus Smith-Vaniz, 1997.
  - Opistognathus liturus Smith-Vaniz & Yoshino, 1985.
  - Opistognathus lonchurus (Jordan & Gilbert, 1882).
  - Opistognathus macrognathus (Poey, 1860).
  - Opistognathus macrolepis (Peters, 1866).
  - Opistognathus margaretae Smith-Vaniz, 1984.
  - Opistognathus maxillosus (Poey, 1860).
  - Opistognathus megalepis Smith-Vaniz, 1972.
  - Opistognathus melachasme Smith-Vaniz, 1972.
  - Opistognathus mexicanus Allen & Robertson, 1991.
  - Opistognathus muscatensis (Boulenger, 1887).
  - Opistognathus nigromarginatus Rüppell, 1830.
  - Opistognathus nothus Smith-Vaniz, 1997.
  - Opistognathus panamaensis Allen & Robertson, 1991.
  - Opistognathus papuensis (Bleeker, 1868).
  - Opistognathus punctatus (Peters, 1869).
  - Opistognathus randalli ** Opistognathus reticulatus (McKay, 1969).
  - Opistognathus rhomaleus (Jordan & Gilbert, 1882).
  - Opistognathus robinsi Smith-Vaniz, 1997.
  - Opistognathus rosenbergii Bleeker, 1857.
  - Opistognathus rosenblatti Allen & Robertson, 1991.
  - Opistognathus rufilineatus Smith-Vaniz & Allen, 2007[2]
  - Opistognathus scops (Jenkins & Evermann, 1889).
  - Opistognathus signatus Smith-Vaniz, 1997.
  - Opistognathus solorensis Bleeker, 1853.
  - Opistognathus whitehursti (Longley, 1927).
- Gènere Stalix
  - Stalix davidsheni Klausewitz, 1985.
  - Stalix dicra Smith-Vaniz, 1989.
  - Stalix eremia Smith-Vaniz, 1989.
  - Stalix flavida Smith-Vaniz, 1989.
  - Stalix histrio Jordan i Snyder, 1902.
  - Stalix immaculata Xu & Zhan, 1980.
  - Stalix moenensis (Popta, 1922).
  - Stalix omanensis Norman, 1939.
  - Stalix sheni Smith-Vaniz, 1989.
  - Stalix toyoshio Shinohara, 1999.
  - Stalix versluysi (Weber, 1913).